# Nożyce (wiertnictwo)

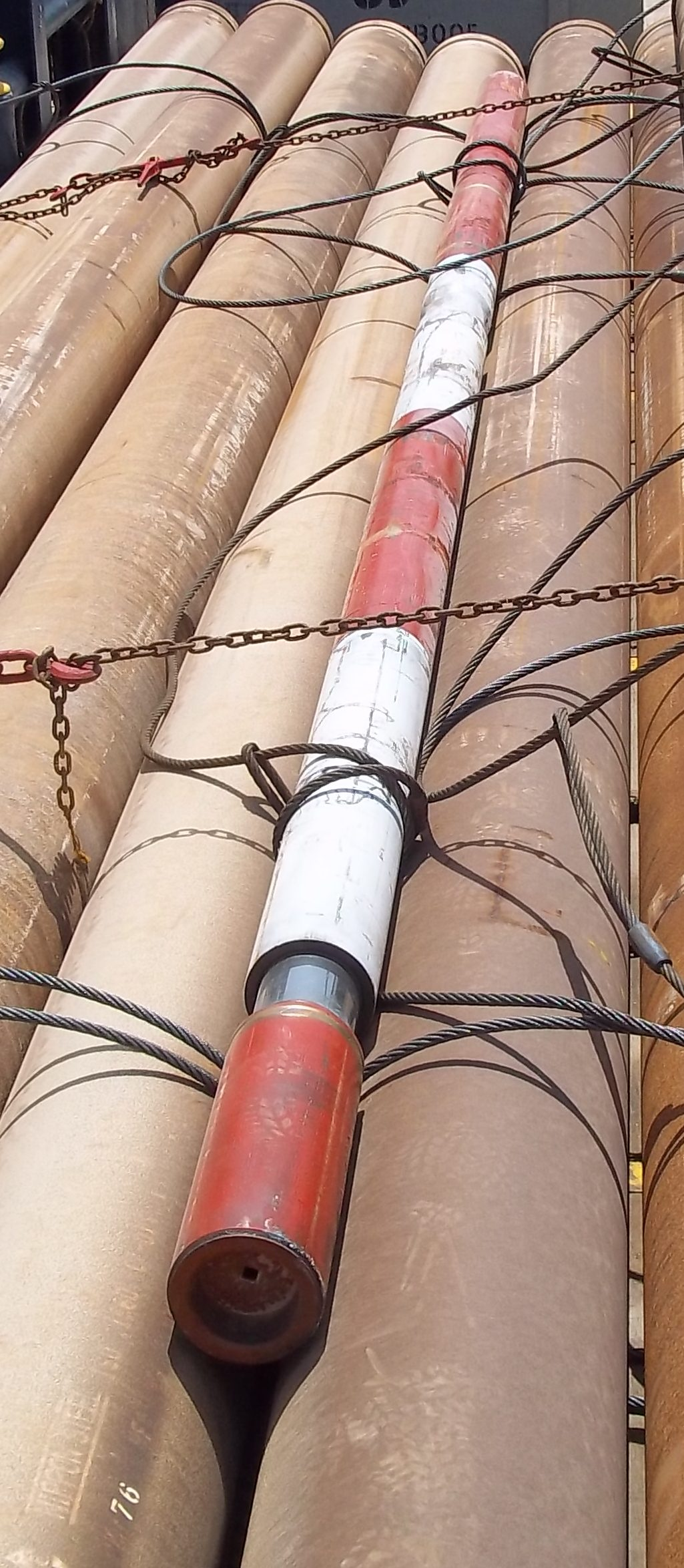
8 calowe nożyce wiertnicze (biało-czerwone) na rurach okładzinowych

Nożyce wiertnicze – element przewodu wiertniczego, mający za zadanie wywołanie w przewodzie udarów w górę lub w dół. Stosuje się w pracach ratowniczych w wypadku przechwycenia (unieruchomienia) przewodu lub dla uderzenia narzędzia tego wymagającego (zerwanie zawleczek, praca sprężyny lub inne). 
Nożyce mają postać współśrodkowych rur, mogących poruszać się względem siebie o kilkanaście centymetrów. Rozciąganie ich lub ściskanie (za pomocą przewodu wiertniczego znajdującego się ponad nożycami) powoduje nagromadzenie w nich energii. Po przekroczeniu naprężenia otwierającego mechanizm wyzwalający, część ruchoma nożyc zaczyna się poruszać z dużym przyspieszeniem, aby po kilkunastu centymetrach uderzyć w część nieruchomą, która przenosi siłę uderzenia na unieruchomioną część przewodu. 
Element wyzwalający może być mechaniczny lub hydrauliczny. 
Chociaż nożyce mają zastosowanie w pracach ratunkowych (wyciąganie przechwyconego przewodu), są prewencyjnie włączane w skład przewodu, zwłaszcza w wierceniach głębokich lub kierunkowych albo w warunkach, gdzie występuje duże ryzyko jego unieruchomienia. 